# Walka skończy się jutro...
Walka skończy się jutro... lub w innym tłumaczeniu Bój skończy się jutro (słow. Boj sa skončí zajtra) – czechosłowacki film czarno-biały z 1951 zrealizowany w języku słowackim. 
Dramat historyczny w reżyserii Miroslava Cikána o walce politycznej na Słowacji w czasie wielkiego kryzysu lat 1930., adaptacja opowiadania Vladimíra Mináča „Prielom”.

## Obsada
- Elo Romančík jako Jakub
- Vladimír Petruška jako Hriňo
- Gustáv Valach jako Babjak
- Mikuláš Huba jako Tokár, sekretarz okręgowy KSČ
- Jozef Budský jako Vodička, poseł KSČ
- Andrej Bagar jako Drábek, poseł partii socjaldemokratycznej
- Ľudovít Jakubóczy jako Bágeľ
- Ľudovít Ozábal jako inż. Kleinert
- Viktor Blaho jako budowniczy Babík
- Ladislav Chudík jako poseł KSČ
- Samuel Adamčík jako Kršiak
- Karol Machata jako robotnik
- Alžbeta Poničanová jako wieśniaczka
- Eva Kristínová jako wieśniaczka
- Arnošt Garlatty jako redaktor
- Eduard Bindas jako redaktor
- Eugen Senaj jako komornik
- Míla Beran jako dowódca żandarmów